# Kota Ibushi
Kota Ibushi (飯伏幸太, Ibushi Kōta, nascido em 21 de maio de 1982) é um lutador profissional e artista marcial japonês. Ele trabalha atualmente para a All Elite Wrestling (AEW). Ibushi é mais conhecido por sua passagem pela New Japan Pro Wrestling (NJPW).
Sua carreira começou na promoção Dramatic Dream Team (DDT) em 2004 e, ao longo dos onze anos seguintes, ele se tornou três vezes campeão KO-D Openweight, cinco vezes campeão KO-D de duplas e duas vezes campeão KO-D de trios. Dois de seus reinados como campeão KO-D de duplas foram com Kenny Omega, como os Golden☆Lovers; o total combinado de 351 dias ainda é um recorde da DDT.
Em 2009, Ibushi começou a trabalhar para a New Japan Pro-Wrestling e eventualmente assinou com a promoção em 2013. Na NJPW, Ibushi é um ex-campeão NEVER Openweight, três vezes campeão Junior Heavyweight IWGP e uma vez campeão Junior Heavyweight de duplas IWGP. Ele se desligou tanto da DDT quanto da NJPW em fevereiro de 2016 e passou a se apresentar em várias organizações diferentes como freelancer, incluindo DDT, NJPW e WWE, onde participou do torneio Cruiserweight Classic de 2016.
Após continuar a se apresentar como freelancer para a NJPW após 2016 (inclusive como Tiger Mask W, o protagonista do anime de mesmo nome, de 2016 a 2017), Ibushi assinou um novo contrato em tempo integral com a NJPW no início de 2019, conquistando o Campeonato dos Pesos Pesados IWGP pela primeira e única vez em sua carreira em 2021, antes de unificá-lo com o Campeonato Intercontinental IWGP para se tornar o inaugural campeão mundial dos pesos pesados IWGP ainda naquele ano. Ibushi também é ex-campeão de duplas IWGP. Ibushi venceu vários torneios da NJPW, incluindo o Best of the Super Juniors de 2011, o New Japan Cup de 2015 e as edições de 2019 e 2020 do G1 Climax, sendo o único lutador a vencer os três torneios. Ele também é um dos apenas quatro lutadores a conquistar dois G1 Climax consecutivos, ao lado de Masahiro Chono, Hiroyoshi Tenzan e Kazuchika Okada, além de ser o único lutador a alcançar a fase final de quatro torneios consecutivos do G1 Climax.

## Carreira na luta livre profissional

### Dramatic Dream Team / DDT Pro-Wrestling

#### Início de carreira (2004–2009)
Em 1º de julho de 2004, Ibushi fez sua estreia no wrestling profissional pela Dramatic Dream Team (DDT), perdendo para Kudo. Em 2005, Ibushi conquistou seu primeiro campeonato, quando ele e Daichi Kakimoto derrotaram Darkside Hero! e Toru Owashi para ganhar o Campeonato KO-D de Duplas. Em 25 de junho de 2006, ele perdeu para Danshoku Dino em uma luta pelo Campeonato e passou a maior parte do restante de 2006 competindo em várias lutas de duplas. Em 2007, a sorte de Ibushi melhorou e ele começou a vencer mais lutas, incluindo uma vitória sobre BxB Hulk em um evento co-promovido pela DDT e Dragon Gate. Mais tarde, em 2007, Ibushi derrotou Madoka para conquistar o vago Campeonato Independente Mundial Junior Heavyweight. Em fevereiro de 2008, Ibushi derrotou Tanomusaku Toba para reter o Campeonato Independente Mundial Junior Heavyweight e conquistar o Campeonato Ironman Heavymetalweight. Ele perderia o campeonato Ironman para Danshoku Dino. Em 20 de julho de 2008, Ibushi derrotou Kudo na final do Torneio One Day para o Campeonato KO-D Openweight, mas acabaria perdendo para o campeão KO-D Dick Togo um mês depois.

#### Golden☆Lovers e saída (2009–2016)
Ibushi começou a fazer dupla com Kenny Omega como os "Golden☆Lovers" e, em 24 de janeiro de 2009, eles derrotaram Harashima e Toru Owashi para conquistar o Campeonato de Duplas KO-D, mas perderam o título em maio para Dick Togo e Taka Michinoku. No verão de 2009, Ibushi venceu o primeiro torneio de disputa pelo Campeonato KO-D Openweight e, posteriormente, conquistou o título ao derrotar Harashima. Durante seu reinado, ele também venceu o Campeonato Ironman Heavymetalweight, mas acabaria perdendo o título para Shuji Ishikawa. Após vencer o Best of the Super Juniors na New Japan Pro-Wrestling (NJPW), suas lutas na DDT foram, em sua maioria, combates de duplas ao lado de Kenny Omega ou disputas pelo Campeonato Junior Heavyweight de Duplas IWGP. Em 2011, Ibushi teve um ano melhor, conquistando o Campeonato de Duplas KO-D ao lado de Danshoki Dino. No entanto, após sofrer uma luxação no ombro, ele teve que abdicar do título.
Ibushi retornou em um evento da DDT em 4 de maio de 2012, perdendo para El Generico. Em 24 de junho, ele derrotou Yuji Hino e conquistou o Campeonato KO-D Openweight pela segunda vez. No dia 18 de agosto, Ibushi defendeu com sucesso o título contra Kenny Omega no evento Budokan Peter Pan. No entanto, em 30 de setembro, ele perdeu o cinturão para El Generico. Em 3 de outubro, Ibushi venceu a terceira eleição geral anual do DDT48, garantindo uma revanche imediata contra Generico. No entanto, no dia 21 de outubro, ele foi derrotado novamente. Em 26 de maio, Ibushi, Gota Ihashi e Kenny Omega derrotaram o Monster Army (Antonio Honda, Daisuke Sasaki e Yuji Hino) e conquistaram o Campeonato KO-D de Trios. O reinado durou 28 dias antes de perderem os títulos de volta para o Monster Army, agora representado por Honda, Hino e Hoshitango. No evento anual Ryōgoku Peter Pan da DDT, em 18 de agosto, Ibushi enfrentou Kazuchika Okada, o então campeão mundial IWGP, em uma luta especial sem o título em jogo, mas foi derrotado. Em 26 de janeiro de 2014, Ibushi e Kenny Omega venceram Yankii Nichokenju (Isami Kodaka e Yuko Miyamoto) e Konosuke Takeshita e Tetsuya Endo em uma luta three-way de duplas para conquistar o Campeonato KO-D de Duplas. Em 12 de abril, eles se tornaram campeões duplos na DDT ao se unirem a Daisuke Sasaki para derrotar o Team Drift (Keisuke Ishii, Shigehiro Irie e Soma Takao) pelo Campeonato KO-D de Trios. No entanto, o reinado durou apenas 22 dias antes de perderem os títulos para o Shuten-dōji (Kudo, Masa Takanashi e Yukio Sakaguchi) em 4 de maio. Em 28 de setembro, Ibushi e Omega perderam o Campeonato KO-D de Duplas para Konosuke Takeshita e Tetsuya Endo. No ano seguinte, em 15 de fevereiro de 2015, Ibushi conquistou o Campeonato KO-D Openweight pela terceira vez ao derrotar Harashima, mas perdeu o título de volta para ele em 29 de abril. No dia 23 de agosto, Ibushi venceu o Campeonato KO-D de Duplas pela quinta vez ao lado de Daisuke Sasaki, derrotando Daisuke Sekimoto e Yuji Okabayashi. Porém, em 2 de novembro, o título foi vago depois que Ibushi foi afastado indefinidamente devido a uma hérnia de disco cervical.
Em 21 de fevereiro de 2016, Ibushi anunciou sua saída da DDT.

### Circuito independente (2004–2010)
Ibushi competiu no Wrestling Marvelous Future em dupla com Onryo, mas perdeu para Garuda e Masa Takanashi. Nos meses seguintes, ele lutou na NJPW e na Big Japan Pro Wrestling. Ele fez parceria com Kudo para enfrentar Kenta e Naomichi Marufuji na primeira rodada da Differ Cup 2005, mas foi derrotado. Mais tarde, Ibushi assumiu o papel de Hustle Kamen Orange na promoção Hustle, formando dupla com Hustle Kamen Red e o restante do grupo Hustle Kamen. Ibushi então fez parceria com Fuka e conquistou sua primeira grande conquista no wrestling profissional ao vencer o Torneio Dragon Mixture, derrotando Shinjitsu Nohashi e Yoshitsune na final.
Em 26 de janeiro de 2008, foi anunciado que Ibushi lutaria na Ring of Honor (ROH) nos Estados Unidos. Em 11 de abril de 2008, em Boston, ele fez sua estreia contra Davey Richards. Apesar da derrota, foi ovacionado como se fosse o vencedor. Durante sua breve passagem pela ROH, ele enfrentou Claudio Castagnoli e fez dupla com Austin Aries contra os Briscoe Brothers, mas acabou derrotado em ambas as ocasiões. Sua turnê pelos EUA terminou com uma vitória individual sobre El Generico. Ibushi também competiu na ROH durante a segunda turnê da promoção no Japão, onde fez dupla com Kenta para enfrentar Naomichi Marufuji e Katsuhiko Nakajima em uma luta de duplas. Em 6 de abril de 2008, foi anunciado que Ibushi lutaria na Pro Wrestling Guerrilla (PWG) em Burbank, Califórnia. No entanto, uma lesão o impediu de comparecer ao evento. Em 27 de março de 2009, Ibushi estreou na Chikara, situada na Filadélfia, participando do torneio anual King of Trios ao lado de Kudo e Michael Nakazawa. Sua equipe foi eliminada na primeira rodada por Equinox, Lince Dorado e Helios. Nos dias seguintes, ele competiu no torneio Rey de Voladores, onde, em 29 de março, derrotou Player Dos na final para se tornar o Rey de Voladores 2009.
Em 16 de janeiro de 2010, Ibushi participou do primeiro evento da Evolve, onde enfrentou Davey Richards no evento principal e foi derrotado.

### Dragondoor e El Dorado Wrestling (2005–2008)
Ibushi fez sua estreia na Dragondoor no evento de estreia da promoção em 19 de julho de 2005, participando do time de Taiji Ishimori, junto com Milanito Collection a.t. e Little Dragon. Eles foram colocados em uma luta handicap contra Aagan Iisou (Shuji Kondo, Takuya Sugawara e Yasshi), mas acabaram sendo derrotados. Em seguida, Ibushi se juntou a Ishimori para participar do torneio de duplas Aquamarine Cup. Na primeira rodada, derrotaram a equipe de Aagan Iisou (Toru Owashi e Shogo Takagi), mas foram eliminados na segunda rodada por outra equipe (Kondo e Yasshi). Após competir por alguns meses na promoção, Ibushi fez uma aparição especial em seu último evento, onde se uniu ao Italian Connection (Milano Collection A.T. e Berlinetta Boxer) sob o nome de "Ibushino", uma paródia de Yossino, para derrotar Aagan Iisou.
Após o fim da Dragondoor, Ibushi foi revelado como parte de sua nova encarnação, a El Dorado Wrestling. Ele lutou no evento de estreia da El Dorado em 24 de abril de 2006, fazendo parceria com Ishimori e Jumping Kid Okimoto em uma luta contra Aagan Iisou e seu novo membro, Pineapple Hanai (mais tarde conhecido como Ken45º), mas foram derrotados. Ibushi obteve sua revanche no primeiro grande show da El Dorado, onde formou uma equipe com El Blazer e Milanito Collection a.t. para derrotar Kondo, Yasshi e Ken45º após um erro de comunicação entre eles. No final de 2006, Ibushi se juntou a Milano Collection a.t. para participar do Torneio Treasure Hunters de Duplas, alcançando a final antes de ser eliminado Dick Togo e Shuji Kondo. Ibushi e Kagetora venceram uma luta para se tornarem desafiantes número 1 pelo Campeonato Mundial de Duplas da UWA, e conquistaram o título ao derrotar o Tokyo Gurentai (Mazada e Nosawa Rongai), mas acabaram tendo que deixar o título vago devido à inatividade. Ibushi acumulou um total de quatro pontos no Greatest Golden League 2008, o que não foi suficiente para avançar do bloco A e chegar às semifinais.

### New Japan Pro-Wrestling

#### CampeãoJunior HeavyweightIWGP (2009–2014)
Em maio e junho de 2009, Ibushi participou do Torneio Best of the Super Juniors, realizado pela NJPW. Ibushi enfrentou nomes como Koji Kanemoto, Taichi Ishikari e Jushin Thunder Liger, antes de perder na semifinal para Prince Devitt. Ibushi também foi participante da NTV Cup da Pro Wrestling Noah, fazendo equipe com Atsushi Aoki, e avançaram para a final, mas foram derrotados por Yoshinobu Kanemaru e Kotaro Suzuki.

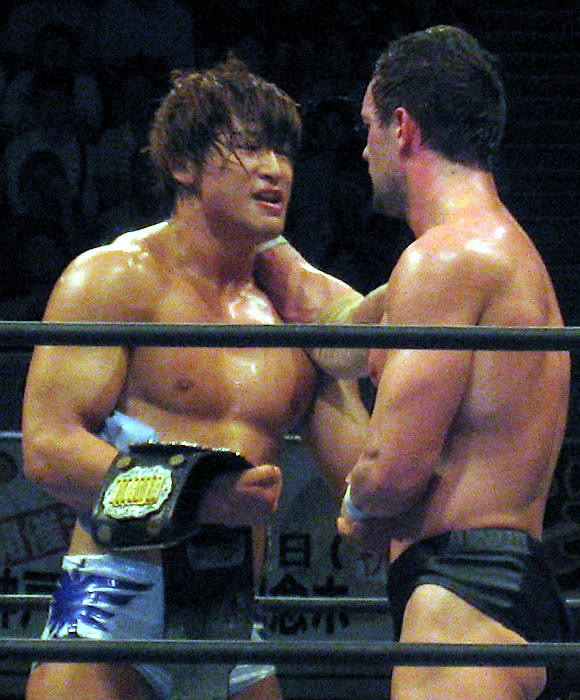
Ibushi em junho de 2011, após derrotar Prince Devitt para ganhar o Campeonato Junior Heavyweight IWGP.

Em 1º de junho de 2010, Ibushi participou de seu segundo torneio Best of the Super Juniors. Após vencer seu bloco com seis vitórias em sete lutas, Ibushi derrotou Ryusuke Taguchi para avançar para as semifinais do torneio, onde foi novamente derrotado por Prince Devitt. Em 11 de outubro de 2010, Ibushi retornou à New Japan no evento Destruction '10, fazendo parceria com seu companheiro regular da DDT, Kenny Omega, para derrotar Apollo 55 (Prince Devitt e Ryusuke Taguchi) e conquistar o Campeonato Junior Heavyweight de Duplas IWGP, depois que Ibushi fez o pinfall sobre Devitt. Como resultado dessa vitória, Ibushi recebeu uma chance de lutar pelo Campeonato Junior Heavyweight IWGP de Devitt no maior evento do ano da New Japan, o Wrestle Kingdom V in Tokyo Dome, em 4 de janeiro de 2011. No evento, Ibushi não teve sucesso em sua tentativa de conquistar o título. Em 23 de janeiro, no Fantastica Mania 2011, um evento co-promovido pela New Japan e o Consejo Mundial de Lucha Libre, Ibushi e Omega perderam o Campeonato Junior Heavyweight de Duplas IWGP de volta para Devitt e Taguchi. Em 26 de maio, Ibushi entrou no torneio Best of the Super Juniors 2011 da New Japan. Após perder suas duas primeiras lutas na fase de round robin, Ibushi se recuperou com uma sequência de seis vitórias, terminando em primeiro no seu bloco e avançando para as semifinais. Em 10 de junho, Ibushi derrotou Davey Richards nas semifinais e, em seguida, Ryusuke Taguchi na final para vencer o torneio e garantir uma chance pelo Campeonato Junior Heavyweight IWGP de Prince Devitt. Em 18 de junho, no Dominion 6.18, Ibushi derrotou Prince Devitt para conquistar o Campeonato Junior Heavyweight IWGP pela primeira vez. Ibushi fez sua primeira defesa do título em 24 de julho, derrotando Devitt em uma revanche no Ryōgoku Peter Pan 2011, e sua segunda defesa em 1º de agosto, derrotando o parceiro de duplas de Devitt, Ryusuke Taguchi. Ibushi então tentou repetir o feito de Devitt de segurar simultaneamente os dois títulos de peso leve da New Japan, mas em 14 de agosto, os Golden☆Lovers falharam em sua tentativa de recuperar o Campeonato Junior Heavyweight de Duplas IWGP do Apollo 55. Em 12 de setembro, Ibushi foi despojado tanto do Campeonato Junior Heavyweight IWGP quanto do Campeonato KO-D de Duplas, depois de ser afastado com uma lesão no ombro esquerdo.
Ibushi retornou à New Japan em 16 de junho no Dominion 6.16, quando ele, Daisuke Sasaki e Kenny Omega derrotaram Bushi, Kushida e Prince Devitt em uma luta de trios. Mais tarde, no evento, Ibushi desafiou Low Ki para uma luta pelo Campeonato Junior Heavyweight IWGP. Em 29 de julho, Ibushi derrotou Low Ki para conquistar o Campeonato Junior Heavyweight IWGP pela segunda vez. Ibushi fez sua primeira defesa bem-sucedida do título em 7 de setembro, derrotando Kushida. Ibushi seguiu defendendo com sucesso o título contra Ryusuke Taguchi em 23 de setembro no Destruction. Em 8 de outubro, no King of Pro-Wrestling, Ibushi perdeu o título de volta para Low Ki. Em 4 de janeiro de 2013, no Wrestle Kingdom 7 in Tokyo Dome, Ibushi desafiou sem sucesso Prince Devitt pelo Campeonato Junior Heavyweight IWGP em uma luta three-way, que também incluiu Low Ki. Em 5 de julho, Ibushi foi anunciado como um participante surpresa no G1 Climax de 2013. Ele aumentou seu peso de 84 kg (185 lb) para 88 kg (194 lb) para se preparar para o torneio de nível peso pesado. Ibushi terminou o torneio com quatro vitórias e cinco derrotas, não conseguindo avançar de seu bloco.

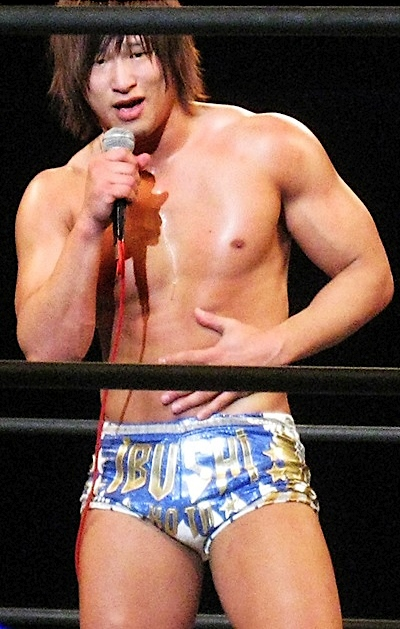
Ibushi em março de 2015.

Em 7 de outubro de 2013, Ibushi, juntamente com Naoki Sugabayashi e Sanshiro Takagi, representantes tanto da DDT quanto da New Japan, realizou uma coletiva de imprensa para anunciar que havia assinado um contrato duplo com ambas as promoções; três anos com a DDT e um ano com a New Japan, tornando-se o primeiro lutador a ter esse tipo de contrato e a ter oficialmente duas promoções de origem. Ibushi fez sua primeira luta sob contrato com a New Japan em 14 de outubro no King of Pro-Wrestling, onde ele, Togi Makabe e Tomoaki Honma foram derrotados em uma luta de trios pelo Bullet Club (Prince Devitt, Bad Luck Fale e Karl Anderson). Retornando à divisão junior heavyweight, Ibushi começou a perseguir Devitt pelo Campeonato Junior Heavyweight IWGP. Em 4 de janeiro de 2014, no Wrestle Kingdom 8 in Tokyo Dome, Ibushi derrotou Devitt para conquistar o Campeonato Junior Heavyweight IWGP pela terceira vez. Ibushi fez sua primeira defesa bem-sucedida do título contra El Desperado em 11 de fevereiro no The New Beginning in Osaka. Em 6 de março, Ibushi foi o evento principal do 42º evento de aniversário da New Japan, perdendo para Kazuchika Okada na luta anual sem o título em jogo entre o campeão Junior Heavyweight IWGP e o campeão dos pesos pesados IWGP. Em 3 de abril, Ibushi fez sua segunda defesa bem-sucedida do Campeonato Junior Heavyweight IWGP contra Nick Jackson. Três dias depois, no Invasion Attack 2014, Ibushi e El Desperado desafiaram sem sucesso Nick e seu irmão Matt, The Young Bucks, pelo Campeonato Junior Heavyweight de Duplas IWGP. A terceira defesa de Ibushi do Campeonato Junior Heavyweight aconteceu em 3 de maio no Wrestling Dontaku 2014, onde ele derrotou Ryusuke Taguchi. Em 25 de maio, no Back to the Yokohama Arena, Ibushi desafiou sem sucesso Tomohiro Ishii pelo Campeonato NEVER Openweight. Em 21 de junho, no Dominion 6.21, Ibushi defendeu com sucesso o Campeonato Junior Heavyweight contra o vencedor do Best of the Super Juniors de 2014, Ricochet. Em 4 de julho, Ibushi perdeu o título para Kushida em sua quinta defesa. Durante a luta, Ibushi sofreu uma concussão, o que o forçou a se retirar do G1 Climax de 2014.

#### Divisão Peso Pesado (2014–2016)
Em 3 de outubro, foi anunciado que Ibushi, agora promovido como um lutador permanente da divisão peso pesado, havia assinado uma extensão de contrato de um ano com a NJPW. Ibushi faria seu retorno após o G1 e no Power Struggle, em 8 de novembro, atacando Shinsuke Nakamura após sua luta, desafiando-o pelo Campeonato Intercontinental IWGP. Ibushi recebeu sua chance pelo título em 4 de janeiro de 2015, no Wrestle Kingdom 9 in Tokyo Dome, mas foi derrotado por Nakamura. Em 5 de março, Ibushi entrou na New Japan Cup de 2015, derrotando o campeão de duplas IWGP, Doc Gallows, na primeira rodada. Após vencer Toru Yano na segunda rodada em 8 de março, Ibushi derrotou Tetsuya Naito nas semifinais e Hirooki Goto na final em 15 de março, conquistando o torneio e garantindo o direito de lutar pelo título de sua escolha. Após a luta final, Ibushi anunciou que decidiria desafiar A.J. Styles pelo Campeonato dos Pesos Pesados IWGP. O combate ocorreu em 5 de abril no Invasion Attack 2015, mas Styles manteve o seu título. De 20 de julho a 14 de agosto, Ibushi participou do G1 Climax de 2015. Ele não conseguiu avançar de seu bloco, com um recorde de quatro vitórias e cinco derrotas, incluindo grandes vitórias sobre o ex-campeão dos pesos pesados IWGP, A.J. Styles e o campeão NEVER Openweight, Togi Makabe. Como resultado, Ibushi recebeu uma chance pelo Campeonato NEVER Openweight em 23 de setembro, no Destruction em Okayama, mas foi derrotado por Makabe. Em 2 de novembro, a NJPW anunciou que Ibushi estava afastado indefinidamente devido a uma hérnia de disco cervical. Em fevereiro de 2016, Ibushi anunciou sua saída da NJPW.

## Carreira nas artes marciais
Antes de começar sua carreira no wrestling profissional, Ibushi praticava karatê, vencendo um torneio de shinkarate K-2 em 2003. Em 2006, Ibushi estava planejando fazer sua estreia no K-1 MAX, mas o evento foi cancelado após seu oponente se lesionar. Em 11 de novembro de 2014, Ibushi anunciou que faria sua estreia no shoot boxing em uma luta de exibição no dia 30 de novembro. A luta contra seu colega de DDT, Michael Nakazawa, terminou em empate.

## Títulos e prêmios
- CBS Sports
  - Lutador do Ano da NJPW (2018)[104]
- Chikara
  - Rey de Voladores (2009)[105]
- Dramatic Dream Team / DDT Pro-Wrestling
  - IMGP World Heavyweight Championship (1 vez)[106]
  - Independent World Junior Heavyweight Championship (1 vez)[107]
  - Ironman Heavymetalweight Championship (3 vezes)[108][109]
  - KO-D 6-Man Tag Team Championship (2 vezes)[110] – com Gota Ihashi e Kenny Omega (1),[20] e Daisuke Sasaki e Kenny Omega (1)[24]
  - KO-D Openweight Championship (3 vezes)[111][112]
  - KO-D Tag Team Championship (5 vezes) – com Daichi Kakimoto (1), Kenny Omega (2), Danshoku Dino (1) e Daisuke Sasaki (1)[113]
  - Go-1 Climax (2014)[114]
  - Torneio KO-D Openweight Championship Contendership (2009)[115][116]
  - KO-D Tag League (2005); com Daichi Kakimoto[117][118]
  - DDT48/Dramatic Sousenkyo (2012, 2014)[119]
  - Prêmio de Melhor Luta (2012) vs. Kenny Omega em 18 de agosto[120]
- El Dorado Wrestling
  - UWA World Tag Team Championship (1 vez) – com Kagetora[121][9]
- Inside The Ropes Magazine
  - ITR o colocou na #6ª posição entre os 50 melhores lutadores do mundo no ITR 50 em 2020[122]
- Japan Indie Awards
  - Prêmio de Melhor Luta (2008) vs. Kenny Omega (DDT, 6 de agosto)[123]
  - Prêmio de Melhor Luta (2011) vs. Dick Togo (DDT, 27 de março)[124]
  - Prêmio de Melhor Luta (2012) vs. Kenny Omega (DDT, 18 de agosto)[125]
  - Prêmio de Melhor Luta (2014) com Kenny Omega vs. Konosuke Takeshita e Tetsuya Endo (DDT, 28 de setembro)[126]
  - Prêmio de MVP (2007, 2009)
- Kaientai Dojo
  - Prêmio K-Award de Melhor Luta de Duplas (2007) com Madoka vs. Dick Togo e Taka Michinoku em 1 de dezembro[127]
- Kaiju Big Battel
  - KBB Hashtag Championship (1 vez)[128]
- New Japan Pro-Wrestling
  - IWGP World Heavyweight Championship (1 vez, inaugural)[129]
  - IWGP Heavyweight Championship (1 vez, final)[130][131]
  - IWGP Intercontinental Championship (2 vezes, final)[130][132]
  - IWGP Junior Heavyweight Championship (3 vezes)[133]
  - IWGP Junior Heavyweight Tag Team Championship (1 vez) – com Kenny Omega[134]
  - IWGP Tag Team Championship (1 vez) – com Hiroshi Tanahashi[135]
  - NEVER Openweight Championship (1 vez)[136]
  - Best of the Super Juniors (2011)[137]
  - G1 Climax (2019, 2020)[138][139]
  - New Japan Cup (2015)[140]
  - Concurso (2020)[141][142]
- Nikkan Sports
  - Prêmio de Melhor Dupla (2010) com Kenny Omega[143]
  - Prêmio de Mais Técnico (2009, 2010)[144][143]
- Pro Wrestling Illustrated
  - PWI o colocou na #5ª posição dos 500 melhores lutadores individuais no PWI 500 em 2021[145]
- SoCal Uncensored
  - Luta do Ano da Southern California (2018) com Kenny Omega vs. The Young Bucks em 25 de março[146]
- Sports Illustrated
  - Sports Illustrated o colocou na #2ª posição entre os 10 melhores lutadores masculinos em 2018 – empatado com Kenny Omega[147]
  - Sports Illustrated o colocou na #8ª posição entre os 10 melhores lutadores em 2020[148]
- Tokyo Sports
  - Prêmio de Melhor Luta (2010) com Kenny Omega vs. Prince Devitt e Ryusuke Taguchi (NJPW, 11 de outubro)[149]
  - Prêmio de Melhor Luta (2013) vs. Shinsuke Nakamura (NJPW, 4 de agosto)[150]
  - Prêmio de Mais Técnico (2009, 2019)[151][152]
- Toryumon Mexico
  - Young Dragons Cup (2006)[9]
- Último Dragón Fiesta
  - Torneio Dragon Mixture (2006) – com Daichi Kakimoto, Fuka e Seiya Morohashi[153]
- Weekly Pro Wrestling
  - Prêmio de Melhor Luta (2010) com Kenny Omega vs. Prince Devitt e Ryusuke Taguchi (NJPW, 11 de outubro)[154][155]
  - Prêmio de Melhor Luta (2018) vs. Hiroshi Tanahashi[156]
  - Prêmio de Melhor Dupla (2010) com Kenny Omega[154][155]
- Wrestling Observer Newsletter
  - Melhor Lutador Voador (2009, 2010, 2012, 2013)[157][158][159][160]
  - Luta de Pro Wrestling do Ano (2015) vs. Shinsuke Nakamura em 4 de janeiro[161]
  - Hall da Fama da Wrestling Observer Newsletter (Classe de 2022)